# Montagna del Pettoruto
La montagna del Pettoruto si trova immediatamente a ponente di San Sosti, nel territorio della vicina Sant’Agata di Esaro, città della provincia di Cosenza. 
Sulle pendici settentrionali della montagna si trova il santuario della Madonna del Pettoruto. 
Il nome di questa montagna (in realtà non è il suo nome proprio in quanto esso è "Montea", anche se in realtà il santuario poggia sul fianco di una delle montagne minori del sistema montuoso, poiché Montea si trova in linea d'aria a quasi 5,5km nel territorio di Sant'Agata di Esaro, quindi viene indicata la zona in maniera erroneamente generica) deriva, per estensione, dal fatto che l'orografia del territorio la rende una montagna molto rocciosa, da questo l'appellativo dato in tempi antichi di "petruto" in quanto luogo "pietroso", dal quale deriva anche il nome dato al Santuario-Basilica presente sulle pendici del monte: il Santuario della "Madonna del Pettoruto".